# Rhynchospora iberae
Rhynchospora iberae là loài thực vật có hoa trong họ Cói. Loài này được Guagl. miêu tả khoa học đầu tiên năm 1982.